# 도미니크 로로
도미니크 로로(프랑스어: Dominique Loreau)는 프랑스 수필가로 1970년대 말부터 일본에서 거주하고 있다. 
불교의 참선으로부터 깊은 영향을 받아 삶을 단순하고 검소하게 비움으로써 여유와 편안함 그리고 행복을 찾고자 하는 주제의 글들을 써왔다. 
동, 서양의 고전을 비롯, 폭넓은 독서를 통한 해박한 지식과 끊임없는 구도의 자세로 얻는 인생의 깨달음을 글로 모은 책들이 프랑스, 일본 등에서 베스트셀러가 되었다. 
그녀는 항상 일에 짓눌린 채 스트레스 속에 살며 늘 피곤해하는 현대 일본인들을 보면서 책에 대한 영감을 얻었다고 한다.